# Финк, Фридрих Август
Фри́дрих А́вгуст фон Финк (нем. Friedrich August von Finck; 25 ноября 1718, Штрелиц — 22 февраля 1766, Копенгаген) — прусский генерал, получивший печальную известность своей капитуляцией при Максене.

## Биография
Военную службу начал в 1734 году во время Войны за польское наследство, в свите герцога Антона Ульриха Брауншвейг-Вольфенбюттельского.
Вскоре перешел на австрийскую службу, принимал участие в войне с турками, с 1738 и до 1742 года находится на службе России. Падение Миниха, чьим протеже он являлся, вынуждает его оставить Россию и поступить в 1743 году на прусскую службу в чине майора.
Был флигель-адъютантом самого Фридриха, во Второй Силезской войне (1744—1748) командовал батальоном гренадеров.
Во время Семилетней войны быстро выдвигается: после сражения при Колине 18 июня 1757 года произведён в полковники, в том же году становится генерал-майором, в начале 1759 года — генерал-лейтенантом, служит под началом Генриха Прусского, брата короля. В сражении при Кунерсдорфе командует корпусом. В минуту слабости после понесённого разгрома король слагает с себя главное командование и передаёт его Финку. Финк отличается, собирая остатки разгромленной армии и формируя из них новые боеспособные войска. В сентябре того же 1759 года ему, совместно с генералом Вуншем, удалось одержать победу над австрийцами и Имперской армией в бою при Корбице. За эту победу был награждён орденом Черного Орла.
Капитуляция, подписанная при Максене, оборвала блестящую военную карьеру Финка. По возвращении из плена предстал перед трибуналом под председательством Цитена, который приговорил Финка к разжалованию и двум годам, по другим сведениям, к одному году, заключения в крепости. Согласно распространённому мнению, Фридрих обошёлся с Финком и другими генералами — соучастниками поражения при Максене чересчур жестоко: Финк попал под Максеном в безвыходное положение не по своей воле, но не решившись нарушить приказа самого короля.
Отбыв срок наказания, Финк переходит, по приглашению датского короля Фредерика V, на датскую службу в качестве генерала от инфантерии. В последние годы является первым депутатом Генеральной военной директории в Копенгагене. Оставил после себя труд под названием «Gedanken über militärische Gegenstände» («Размышления на военные темы»), опубликованный в Берлине в 1788 году в издательстве Унгера (считается утраченным). Сохранились его показания перед трибуналом.
Позор разжалования и заключения, сообщает его биограф, граф Липпе, сократил жизнь генерала, умершего в 47 летнем возрасте. Узнав о смерти Финка, Фридрих, для успокоения своей совести, произвёл в майоры его брата и взял на себя заботу о финансировании воспитания и образования осиротевших детей генерала.